# Кувшинникова, Софья Петровна
Со́фья Петро́вна Кувши́нникова (урождённая Сафонова; 1847—1907) — русская художница XIX века, ученица и возлюбленная Исаака Левитана, прототип главной героини рассказа Антона Чехова «Попрыгунья».

## Биография

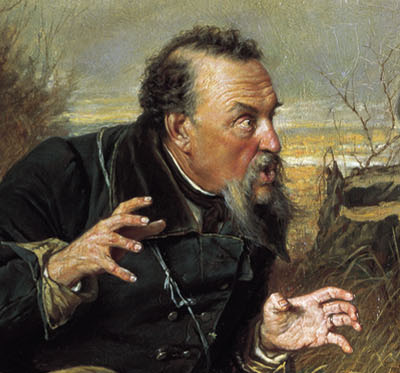
Д. П. Кувшинников на картине В. Г. Перова «Охотники на привале», 1871. Фрагмент

Родилась в Москве в 1847 году в семье крупного чиновника П. Н. Сафонова, ценившего литературу и искусство. С детства занималась музыкой и живописью, участвовала в любительских спектаклях, называла себя «жрицей душевного, умственного и художественного».
Вышла замуж за полицейского врача Дмитрия Павловича Кувшинникова, который был намного старше её. Квартира супругов располагалась в Доме Остермана, под каланчой пожарной части, врачом которой являлся Д. П. Кувшинников.
В 1871 году художник Перов запечатлел врача на своей картине «Охотники на привале», изобразив Д. П. Кувшинникова, известного в Москве врача и большого любителя ружейной охоты, в образе рассказчика. После экспонирования картины Перова на первой передвижной выставке, имя Дмитрия Павловича Кувшинникова стало популярным в литературных, художественных и театральных кругах. Его квартира в Малом Трёхсвятительском переулке стала местом, где собирались писатели, художники, артисты. Здесь часто бывали В. Г. Перов, А. П. Чехов, И. И. Левитан.

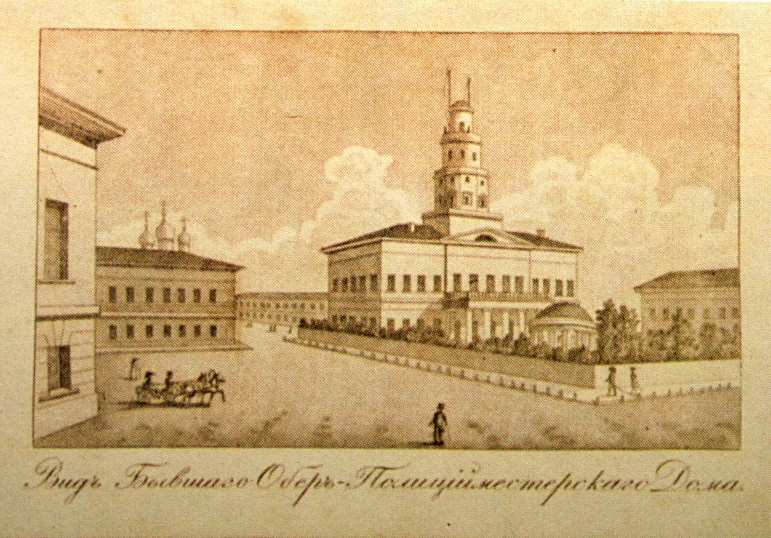
Дом Остермана, перестроенный в здание Мясницкой полицейской части. 1825 год

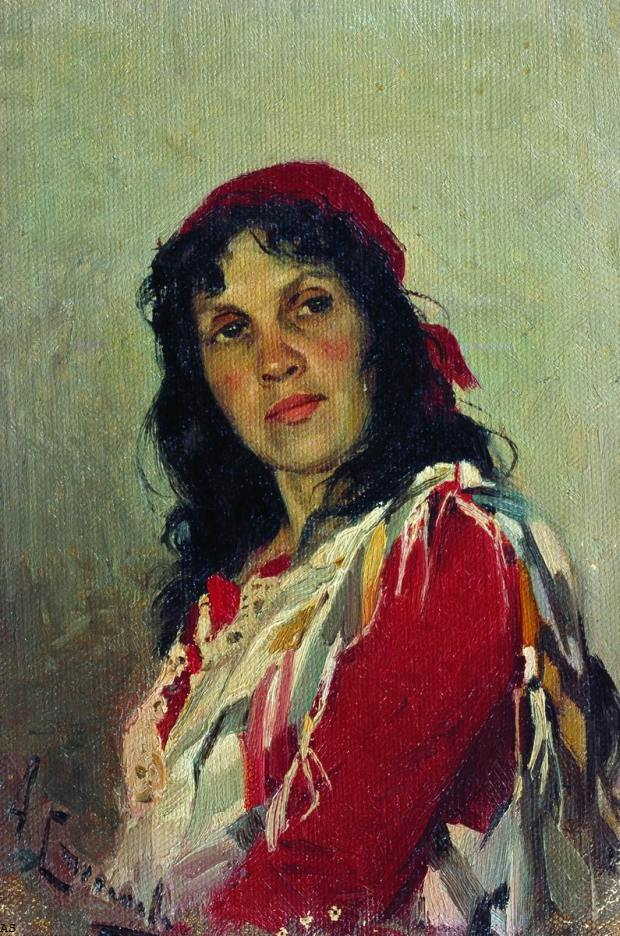
Алексей Степанов. Портрет Софьи Петровны Кувшинниковой. 1888-1889. Государственный Литературный музей.
«Это была женщина лет за сорок, некрасивая, со смуглым лицом мулатки, с вьющимися тёмными волосами… и с великолепной фигурой. – Она была очень известна в Москве, да и была «выдающейся личностью», как было принято тогда выражаться…» (Т. Л. Щепкина-Куперник)

В гостях у Кувшинниковых, в салоне у Софьи Петровны, бывали выдающиеся деятели того времени:
«В скромной казённой квартире, находящейся под самой каланчой одной из московских пожарных команд, она устроила литературный и художественный салон, довольно популярный в Москве в 1880—1890 годах. Сюда по вечерам съезжались очень интересные люди. Часто бывали А. П. Чехов и его брат Михаил Павлович, писатели Е. П. Гославский, С. С. Голоушев (С. Глаголь), Т. Л. Щепкина-Куперник, артисты М. Н. Ермолова, А. П. Ленский, Л. Н. Ленская, А. И. Сумбатов-Южин, Е. Д. Турчанинова, К. С. Лошивский (Шиловский), Л. Д. Донской, композитор Ю. С. Сахновский. Из художников — А. С. Степанов, Н. В. Досекин, Ф. И. Рерберг, А. Л. Ржевская, Д. А. Щербиновский, М. О. Микешин… Живописец А. А. Волков вспоминал, что „когда приезжал в Москву И. Е. Репин, то непременно посещал салон Кувшинниковой“».
Брат Чехова Михаил вспоминал о ней:

Жил в то время полицейский врач Дмитрий Павлович Кувшинников. Он был женат на Софье Петровне. Дмитрий Павлович с утра до вечера исполнял свои служебные обязанности, а Софья Петровна в его отсутствие занималась живописью. Это была не особенно красивая, но интересная по своим дарованиям женщина. Она прекрасно одевалась, умея из кусочков сшить себе изящный туалет, и обладала счастливым даром придать красоту и уют даже самому унылому жилищу, похожему на сарай. Всё у них в квартире казалось роскошным и изящным, а между тем вместо турецких диванов были поставлены ящики из-под мыла и на них положены матрацы под коврами. На окнах вместо занавесок были развешаны простые рыбацкие сети.

Она не отличалась красотой, но была весьма привлекательной: «Софья Петровна была чудесно сложена. С фигурой Афродиты, темноглазая, смуглая мулатка, она привлекала общее внимание неповторимой своей оригинальностью. Цветы, написанные Кувшинниковой, покупал Третьяков, её игрой на фортепиано заслушивались общепризнанные московские пианисты-виртуозы. Софья Петровна любила охоту не меньше, чем искусство, и, подолгу пропадая в подмосковных лесах, одна, одетая по-мужски, возвращалась с полным ягдташем. Софья Петровна говорила, повелевая, словно имела над своими собеседниками такую же неограниченную власть, как над мужем, избалованная его терпением, молчаливостью, большим сердцем и глубокой затаённой нежностью. Кувшинникова была горда и смела, презирая всякие сплетни о себе. (…) Софья Петровна была очень даровита. Из кусков и лоскутков дешёвой материи она шила себе прекрасные костюмы. Она умела придать красоту любому жилью, самому захудалому и унылому, простой сарай преображая в кокетливый будуар. Четыре небольшие комнаты своей квартиры с необыкновенно высокими, как в нежилом помещении, потолками, Софья Петровна убрала по своему вкусу. Искусной женщине недоставало средств, но она не унывала и так ловко изворачивалась с самыми скромными деньгами, что украшенное ею гнездо Кувшинниковых казалось роскошно меблированным».
В августе 1886 года братья Чеховы привели в эту квартиру Левитана, который нашёл в супругах Кувшинниковых «горячих поклонников и ревностных друзей».

### Роман с Левитаном

Валентин Серов. «Портрет Исаака Левитана». 1893.
«Женщины находили его прекрасным, он знал это и сильно перед ними кокетничал. Левитан был неотразим для женщин, и сам он был влюбчив необыкновенно. Его увлечения протекали бурно, у всех на виду, с разными глупостями, до выстрелов включительно. С первого же взгляда на заинтересовавшую его женщину он бросал всё и мчался за ней в погоню, хотя бы она вовсе уезжала из Москвы. Ему ничего не стоило встать перед дамой на колени, где бы он её ни встретил, будь то в аллее парка или в доме на людях» (Михаил Чехов)

«Исааку Ильичу, обожавшему музыку, особенно полюбились часы, когда Кувшинникова играла на фортепиано; иногда он писал картины при таком музыкальном сопровождении. А она… Несмотря на разницу в возрасте и положении (Левитану в то время было двадцать восемь), Софья Петровна открыто бросала вызов всему обществу, связывая себя с художником. Вместе с тем даже недоброжелатели отмечали, что смелость и резкость суждений уживались в этой женщине со старомодной изысканностью манер, простотой и естественностью в обращении с людьми, готовностью быть чем-нибудь полезной, о ком-то заботиться. Деятельная и энергичная, она окружила художника любовью и заботой». «В Кувшинниковой имелось много такого, что могло нравиться и увлекать, — считала О. Л. Книппер-Чехова. — Можно вполне понять, почему увлёкся ею Левитан».
 «Знаешь, в твоих пейзажах появилась улыбка!» — говорил Чехов Левитану, привёзшему много картин и этюдов, написанных на Волге.
И неудивительно — это было самое счастливое время в жизни Левитана. Он любит и любим, окружён заботой. Чувствует поддержку в творческих начинаниях…" — пишет искусствовед Н. М. Яновский-Максимов в своей книге о великих русских живописцах «Сквозь магический кристалл…».

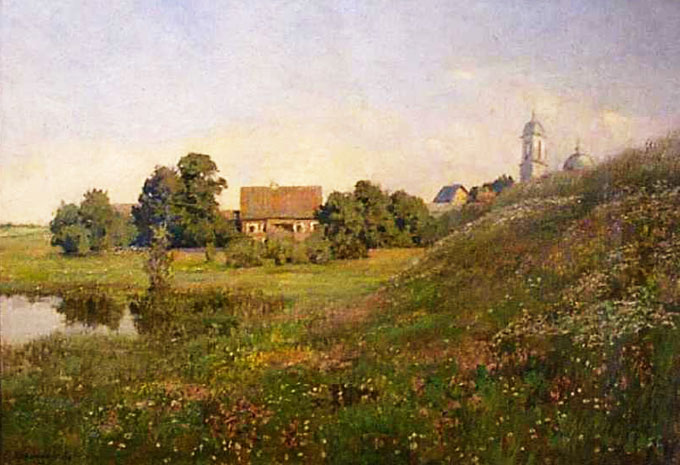
«Пейзаж с церковью» работы С. П. Кувшинниковой. 1893

Весной 1888 года Левитан вместе с друзьями-художниками Алексеем Степановым и Кувшинниковой отправился на пароходе по Оке до Нижнего Новгорода и далее вверх по Волге. Во время путешествия они неожиданно для себя открыли красоты маленького, тихого городка Плёс. Они решили задержаться и пожить там некоторое время. В итоге Левитан провел в Плёсе три чрезвычайно продуктивных летних сезона (1888—1890).

Восемь лет мне довелось быть ученицей, товарищем по охоте и другом Левитана. Восемь лет, посвящённых практическому изучению природы под руководством Левитана, — это выше всякой школы (С.П. Кувшинникова).
На картине «Вечер. Золотой Плёс» правее церкви, у берега, находится белый дом с красной крышей — это дом купца Грошева, часть которого некоторое время снимали Левитан и Кувшинникова, которая также изобразила этот дом на одной из своих картин. Сейчас это здание входит в состав Плёсского государственного историко-художественного музея-заповедника.

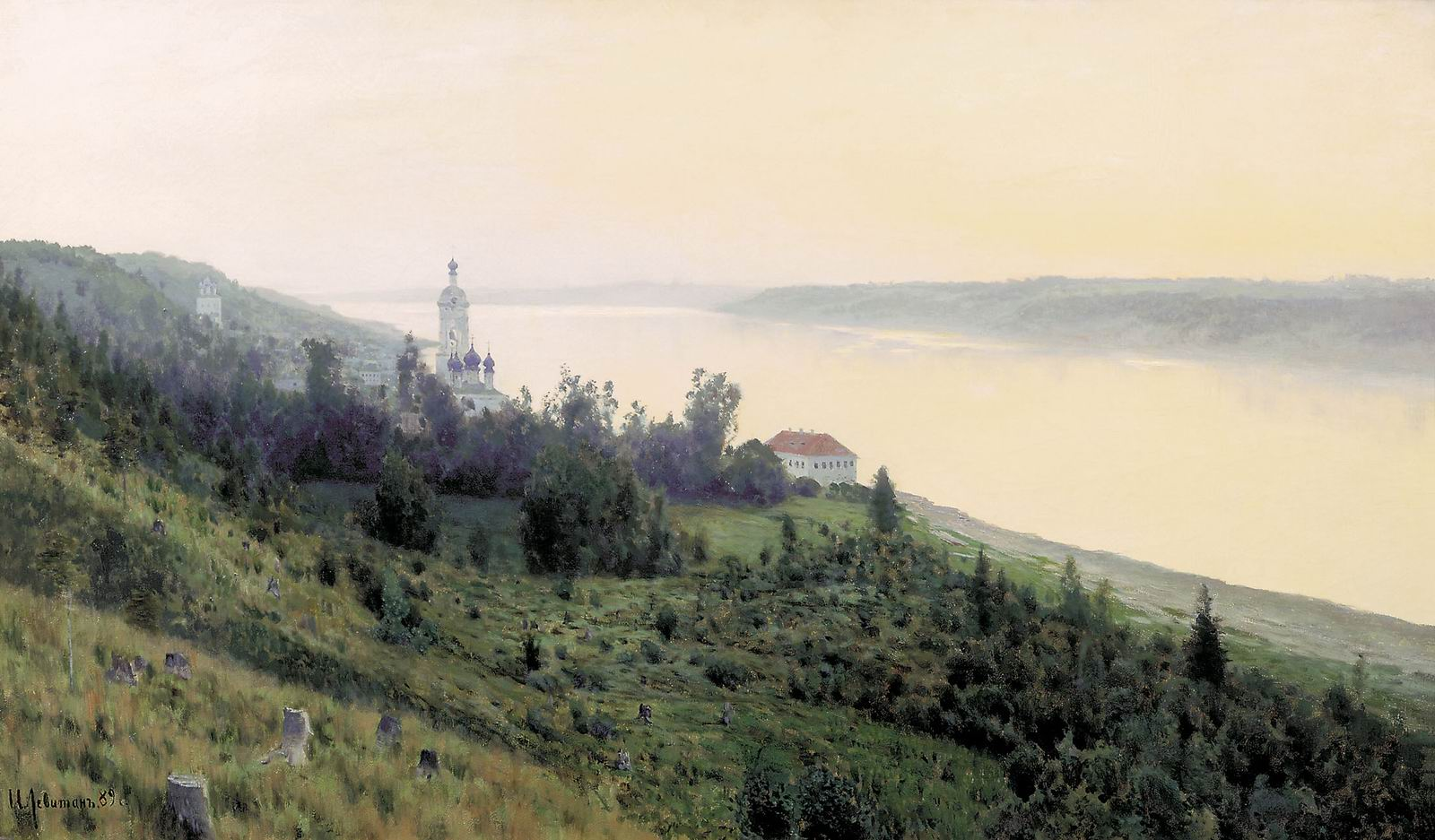
Исаак Левитан. «Вечер. Золотой Плёс». 1889

Летом 1894 года Левитан вместе с Софьей Кувшинниковой вновь приехал в эти места и поселился у Ушаковых в имении Островно, на берегу одноимённого озера. Там, на озере Удомля и Островенском озере, сформировался сюжет картины «Над вечным покоем». В имении Ушаковых разыгралась любовная драма. Невольным свидетелем этой драмы стала Татьяна Львовна Щепкина-Куперник, приглашённая Софьей Петровной. В соседнее имение Горка (в полутора километрах от Островно) приехала из Петербурга Анна Николаевна Турчанинова с двумя дочерьми, — семья заместителя градоначальника Санкт-Петербурга И. Н. Турчанинова, владевшего усадьбой Горка. У Левитана завязался роман с Анной Николаевной Турчаниновой. Оскорблённая Кувшинникова вернулась в Москву и больше никогда не встречалась с Левитаном.
Татьяна Щепкина-Куперник так описала завязку и развитие последующих событий:

«Идиллия нашей жизни к середине лета нарушилась. Приехали соседи, семья видного петербургского чиновника [Ивана Николаевича Турчанинова], имевшего поблизости усадьбу. Они, узнав, что тут живёт знаменитость, Левитан, сделали визит Софье Петровне, и отношения завязались. Это была мать и две очаровательные девочки наших лет. Мать была лет Софьи Петровны, но очень soignée, с подкрашенными губами (С. П. краску презирала), в изящных корректных туалетах, с выдержкой и грацией петербургской кокетки… И вот завязалась борьба.
Мы, младшие, продолжали свою полудетскую жизнь, а на наших глазах разыгрывалась драма… Левитан хмурился, всё чаще и чаще пропадал со своей Вестой /собакой/ „на охоте“. Софья Петровна ходила с пылающим лицом, и кончилось всё это полной победой петербургской дамы и разрывом Левитана с Софьей Петровной…
Но и дальнейший роман Левитана не был счастлив: он осложнился тем, что старшая дочка героини влюбилась в него без памяти и между ней и матерью шла глухая борьба, отравившая все последние годы его жизни.
А много лет спустя, когда ни Левитана, ни Кувшинниковой уже не было в живых, — я… описала их историю в рассказе „Старшие“, напечатанном в „Вестнике Европы“: теперь можно в этом сознаться!»

После расставания с Левитаном художница ещё дважды (1895 и 1897) приезжала в Плёс и писала этюды.

#### Скандал с Чеховым
«Поначалу отношения между Софьей Петровной и Антоном Павловичем складывались самые дружеские. Правда, Чехов относился к Софье Петровне несколько насмешливо, называя её „Сафо“. Они часто встречались. А 21 апреля 1890 года Чехова, уезжавшего на Сахалин, до Троице-Сергиевой лавры провожали его, надо полагать, лучшие друзья — Левитан и Кувшинникова. Но уже тогда отношения между ними изменились, повеяло явным холодком. Не об этом ли говорит надпись, которую Антон Павлович сделал на отдельном издании повести „Дуэль“: „Софье Петровне Кувшинниковой от опального, но неизменно преданного автора“».
Поводом для разрыва послужил скандал — Кувшинников, Софья Петровна и Левитан стали прототипами известного рассказа А. П. Чехова «Попрыгунья». Рассказ воспринялся совершенно справедливо, как пасквиль или ревнивая месть, и бурно обсуждался в обществе.
Михаил Чехов вспоминал: «Обыкновенно летом московские художники отправлялись на этюды то на Волгу, то в Саввинскую слободу около Звенигорода, и жили там коммуной целыми месяцами. Левитан уехал на Волгу и… с ним вместе отправилась туда и Софья Петровна. Она прожила на Волге целое лето; на другой год, всё с тем же Левитаном, как его ученица. Среди наших друзей и знакомых уже стали определённо поговаривать о том, о чём следовало бы молчать. Стало казаться, что муж догадывался и молча переносил свои страдания. По-видимому, и Антон Павлович осуждал в душе Софью Петровну. В конце концов он не удержался и написал рассказ „Попрыгунья“, в котором вывел всех перечисленных лиц. Смерть Дымова в этом произведении, конечно, придумана. Появление этого рассказа в печати подняло большие толки среди знакомых».
По свидетельству современников, знавших Кувшинникову, Софья Петровна была «гораздо глубже своей героини». Её занятия музыкой и особенно живописью были не столь поверхностными, как у Ольги Ивановны; Софья Петровна участвовала в выставках, одна из её работ была приобретена Павлом Третьяковым. Однако Чехов, бывавший у Кувшинниковых, считал, что интерьер квартиры, наличие в ней «музейного чучела с алебардой, щитов и вееров на стенах» характеризуют хозяйку не самым лучшим образом.
Поневоле оказавшись включённым в «романтический треугольник», Кувшинников вёл себя точно так же, как Дымов в «Попрыгунье»; догадываясь об отношениях жены и Левитана, он «молча переносил свои страдания» или, как утверждала Софья Петровна, «бескорыстно, отрешась от своего я, умел любить».
В образах персонажей, входящих в окружение Ольги Ивановны, просматриваются черты людей, которых Чехов видел в доме Кувшинниковых: это Лаврентий Донской («певец из оперы»), режиссёр Александр Ленский («артист из драматического театра»), беллетрист Евгений Петрович Гославский («молодой, но уже известный литератор»), граф Фёдор Львович Соллогуб («дилетант-иллюстратор и виньетист»).
По воспоминаниям Михаила Чехова, дело чуть не дошло до вызова его брата на дуэль. В январе 1895 года благодаря Щепкиной-Куперник Левитан помирился с Чеховым.

### Конец жизни
Московские вести писали 3 сентября 1907 года:

Вчера похоронили художницу С. П. Кувшинникову. Покойная была чрезвычайно богато одарённая натура, и в течение долгого периода времени вокруг неё собиралось огромное общество, состоявшее из художников, артистов, литераторов, певцов, — вообще деятелей всякого рода художественного творчества. <…>

Покойная скончалась лет 50-ти. Смерть её явилась неожиданностью для окружающих: покойная гостила у своих знакомых в имении по моск.-каз. жел. д. и там заболела дизентерией, отчего и умерла. Отпевание и погребение совершено в Скорбященском монастыре. На гроб возложено много венков.

## Образ Кувшинниковой в искусстве

### Изобразительное искусство
- Левитан И. И. Портрет Софьи Петровны Кувшинниковой. 1888. Музей-квартира И. И. Бродского.
- Левитан И. И. Портрет Софьи Петровны Кувшинниковой (рисунок пастелью). 1894. Плёсский государственный историко-архитектурный и художественный музей-заповедник (Дом-музей Исаака Ильича Левитана).
- Степанов А. С. Портрет Софьи Петровны Кувшинниковой. 1888-1889. Холст, масло. Государственный Литературный музей.
- Степанов А. С. Исаак Левитан и Софья Кувшинникова. Работа на пленэре. 1887-1888. Тель-Авивский музей изобразительных искусств. Холст, масло.
- Плёс (город). Скульптура «Дачница» была установлена на набережной Волги летом 2010 года в рамках празднования 600-летия Плёса. Авторы композиции — скульпторы из творческого объединения «Кредо», в которое входят художники Ивановской, Ярославской, Вологодской областей. Предполагается[кем?], что её прообразом стала Кувшинникова[21].

Скульптура «Дачница» (прообраз Софья Кувшинникова)